# 박옥수
박옥수(朴玉洙, 1944년 ~ ) 목사는 기쁜소식선교회의 설립자이다. 기쁜소식강남교회의 목사이며 국제청소년연합(IYF), 기독교지도자연합(CLF), 굿뉴스신학교 등을 설립한 목회자이자 교육자이다. 대한민국의 개신교 교파에서는 그가 세운 기쁜소식선교회가 구원파로 분류되어 이단으로 분류한다. 2024년 김천대학교의 이사장으로 취임하였다.

## 생애
박옥수는 1944년 6월 2일에 경상북도 선산에서 태어났다. 선산중학교 3학년을 중퇴하고, 선산장로교회를 출석했다. 죄에 대한 문제를 고민하던 중 19세가 되던 해인 1962년에 길기수(Kays Glass)가 연 금오산 집회에서 복음을 듣게 되고, 그해 10월 7일에 구원에 대한 깨달음을 얻어 거듭났다고 회고한다. 이후 대구에서 개교한 믿음의 방패 선교회(Shield of Faith Mission) 선교학교에 입학해 훈련을 받았는데, 이론보다는 실천 신학 위주의 학습을 했다고 전한다. 이 학교는 미국의 딕 욕(Dick York)과 마론 베이커(Marlon Baker), 네덜란드인 길기수(Kays Glass), 그리고 원대혁(Derek Earl) 등이 운영했고, 유병언, 심남섭, 유광식, 김성준 등과 함께 배웠다. 3년과정을 끝낸 1964년에 경남 합천군 압곡동에 파송되었다.
1968년 6월 8일에 군대를 제대하고 신림동 어린이 전도집회 후 김천시에서 복음을 전했다. 이 시기에 딕욕 선교사에게 목사안수를 받았다고 주장하나, 실제로는 딕욕 선교사에게 안수를 받지 않은 것이 아니냐는 비판이 제기된다. 1976년에 한국복음선교학교를 세웠는데 현재의 굿뉴스신학교이다. 1986년에 기쁜소식선교회를 설립하고 대도시 전도집회를 열었다. 1991년에  대전교도소 교화위원으로 활동하였다.
2001년에 청소년 교육활동을 위해 국제청소년연합(IYF)를 설립했고, 2017년에는 전 세계 기독교지도자연합(CLF)를 설립해 운영중이다.

## 신학
박옥수의 신학은 기쁜소식선교회의 신학으로 대표된다. 박옥수의 구원론의 특징 중 첫째는 구원의 확신과 깨달음으로 구원을 받는다는 것이다. 이러한 구원론은 글라스 선교사가 "자신도 구원받지 못했으면서 어떻게 다른 사람을 전도할 수 있습니까?" 라는 질문을 듣고 세우게 된 것이다. 이후 깨닫지 못한 상태에서 하는 전도는 죄라는 점에 집중하고 깊이 묵상하다가 1962년 10월 7일에 발견하게 된 진리라고 주장한다. 이러한 구원관을 돈오돈수에 비교하기도 한다.
그 구원론의 특징 중 둘째는, 죄 사함과 거듭남의 비밀을 알게되면 모든 죄가 씻어지는 구원을 받았기 때문에 회개할 필요가 없고 회개할 수도 없다는 주장이다. 예수가 십자가형을 받으며 원죄와 자범죄를 모두 단번에 사하였기 때문에 성도 개인이 자범죄를 씻기 위해 어떠한 노력도 할 수 없고 할 필요가 없다는 것이다. 따라서 죄 용서받기 위해 회개하는 행위가 오히려 예수의 대속을 부인하는 것과 같다고 받아들인다.

### 이단 논쟁
한국의 개신교계에서는 그의 사상을 구원파와 같은 종류로 분류하는데, 구원파는 기독교대한성결교회(1985), 대한예수교장로회(고신)(1991), 대한예수교장로회(통합)(1992), 대한예수교장로회(합동)(2008), 대한예수교장로회(합신)(1995, 2014), 기독교대한감리회(2014)에서 이단으로 분류되었다.
일례로, 대한예수교장로회(통합)에서는 1992년 제77회 총회에서 "깨달음만으로 구원받는다는 주장은 영지주의적 사고이며, 구원의 확신이 곧 구원이라고 생각하는 점은 구원의 역사에 대한 하나님의 주권(롬 9 : 6)을 무시하는 처사이다. 또한 구원을 위한 단회적 회개와 성화를 위한 반복적 회개를 구별하지 못하는 것이나, 스스로를 죄인이라고 하면 지옥 간다는 주장은 성경의 가르침에 위배된다"며 이단으로 규정하였다.